# Ruadh
Ruadh  è un nome proprio di persona irlandese e gaelico scozzese maschile.

## Varianti
- Irlandese: Ruadhán (diminutivo)[1]
- Scozzese: Roy[1]

## Origine e diffusione
Si tratta di un epiteto gaelico che significa "rosso", usato spesso come soprannome per le persone dai capelli rossi; lo stesso termine si ritrova anche nei nomi Ruaidhrí e Radha, ed è semanticamente affine ai nomi Akane, Rossella e Fulvio. Era portato, ad esempio, dal fuorilegge scozzese Raibeart Ruadh MacGregor, su cui è probabilmente basato il personaggio di Robin Hood.
La forma scozzese Roy è un'anglicizzazione, usata anche in olandese e occasionalmente associata al francese roi, "re". Da Ruadh deriva inoltre il nome Rowan.

## Onomastico
L'onomastico si può festeggiare il 15 aprile in memoria di san Ruadhan di Lorrha, abate, confessore e uno dei Dodici apostoli d'Irlanda.

## Persone

### Variante Roy

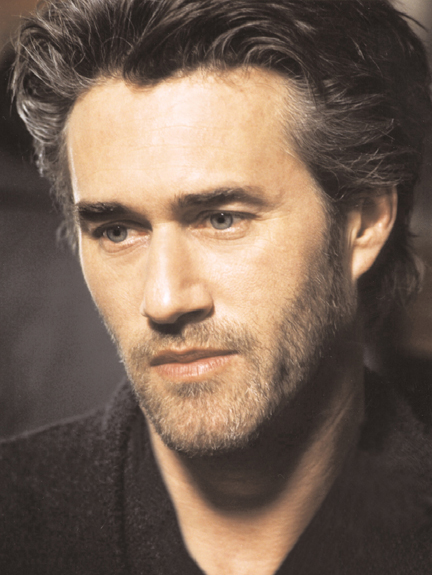
Roy Dupuis

- Roy Aitken, allenatore di calcio e calciatore scozzese
- Roy O. Disney, produttore cinematografico e animatore statunitense
- Roy Drusky, cantante e attore statunitense
- Roy Dupuis, attore canadese
- Roy Hargrove, trombettista statunitense
- Roy Harper, cantautore britannico
- Roy Jones Jr., pugile statunitense
- Roy Keane, allenatore di calcio e calciatore irlandese
- Roy Lichtenstein, artista statunitense
- Roy Makaay, calciatore olandese
- Roy Paci, cantautore, trombettista e produttore discografico italiano
- Roy Scheider, attore statunitense

## Il nome nelle arti
- Roy è un personaggio della serie a fumetti Peanuts.
- Roy Burns è un personaggio della serie di film Venerdì 13.
- Roy Campbell è un personaggio della serie di videogiochi Metal Gear.
- Roy Heart è il nome dell'eroe del videogioco The Super Spy.
- Roy Knife è il nome del secondo boss nel videogioco Gun.Smoke.
- Roy Mustang è un personaggio della serie manga e anime Fullmetal Alchemist.
- Roy Snyder è un personaggio della serie animata I Simpson.
- Roy Batty è il personaggio interpretato da Rutger Hauer nel film Blade Runner.